# Niederländisches Haus
Het Niederländisches Haus was een gebouw aan de Augustusplatz in Leipzig van de Nederlandse architect H.P. Berlage.
Het in 1903 voor de Nederlandse verzekeringsmaatschappijen Algemeene Maatschappij van Levensverzekering en Lijfrente en De Nederlanden van 1845 gebouwd, die vanuit daar de Duitse markt wilden bedienen. Berlage was huisarchitect voor deze maatschappijen, en derhalve verkreeg hij de opdracht voor de bouw. Het ontwerp volgde een vergelijkbare receptuur als zijn Beurs van Berlage, waarbij er gebruik werd gemaakt van moderne materialen, en er geen historiserende elementen in het ontwerp terug te vinden waren, hetgeen het gebouw in het conservatieve Leipzig al snel omstreden maakte. De gevel was opgetrokken in baksteen, onderbroken door granieten zuilen op de begane grond, en op de hogere verdiepingen door zandsteenelementen.
Na de machtsovername van de nationaalsocialisten vertrokken de verzekeringsmaatschappijen, en werd het gebouw benut door diverse andere bedrijven en staatsinstellingen. In de Tweede Wereldoorlog werd het gebouw zwaar beschadigd, en is daarna nooit meer hersteld. De resten zijn in het midden van de jaren 50 gesloopt, in 1964 verscheen er op deze plek een hotel, wat heden ten dage nog terug te vinden is als een Radisson Blu hotel.